# Stema municipiului Bistrița

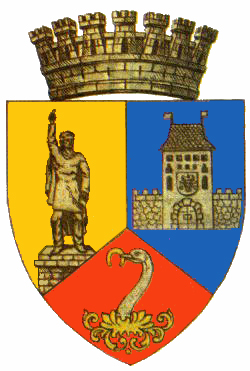
Stema municipiului Bistrița

Stema municipiului Bistrița a fost aprobată în 1999. Aceasta se compune dintr-un scut partajat în furcă răsturnată. În primul cartier, pe fond de aur, statuia lui Andrei Mureșanu, așezată pe un soclu zidit, ambele de argint. În cartierul doi, pe câmp de azur, este reprezentată, tot din argint, o construcție etajată, terminată cu acoperiș ascuțit, dotată cu două fanioane. Deasupra porții cetății se zărește un scut cu stema Moldovei, capul de bour cu stea între coarne, flancat de roze în dreapta și de semilună conturnată în stânga. Lateral, construcția este continuată cu un zid crenelat. În cartierul trei, pe fond roșu, ieșind dintr-un cartuș de aur, se află un cap de struț, de argint, care ține în cioc o potcoavă de aur. Scutul este timbrat cu o coroană murală de argint formată din șapte turnuri crenelate.
Semnificația elementelor însumate:
- Capul de bour, precum și construcția relevă legăturile existente în evul mediu între orașul Bistrița și Țara Moldovei (Bistrița fiind posesiunea domnitorilor acestui principat românesc);
- Struțul, vechiul simbol al așezării, concedare a regalității maghiare, amintește activitatea comercială desfășurată odinioară de localnici;
- Monumentul lui Andrei Mureșanu face aluzie la rolul locuitorilor în lupta de emancipare națională.